# Номлаки
Номлаки (на английски: Nomlaki) е Калифорнийско индианско племе, живяло в централната част на долината на река Сакраменто, южно от племето уинту. Към времето на първия контакт с европейците наброявали около 2000 души. Езикът им заедно с езиците на уинту и патвин образуват малкото езиково семейство Уинту, включено към Пенутийските езици

## Подразделения
Били разделени на две основни подразделения:
- Речни номлаки (Ривър номлаки) – в долината на Сакраменто в днешния окръг Техама.
- Номлаки от хълмовете (Хил номлаки) – в предпланините на Крайбрежните планини, в днешните окръзи Техама и Глен.

Ривър номлаките били разделени на 2 групи:
- Мемуайлака
- Пуймок

Хил номлаките били разделени на няколко групи според диалектната разлика и живеели в басейните на няколко потока:
- Уайкеуел – Редбанк
- Уалтойкеуел – северно от Елдър Крийк
- Номлака – по Елдър Крийк и по Томс Крийк
- Нойкеуел (Колауел) – Гриндстоун Крийк

Хората от южната страна на Гриндстоун Крийк се наричали Ноймок и говорели по-различен диалект.

## Култура
Имали тайно общество, в което членували всички мъже с висок статус.
Всекидневието им се въртяло около селото, състоящо се от 25 до 200 души, водени от водач наричан „чабату“. Неговата позиция била наследявана по мъжка линия. В едно село живеела група от роднини по мъжка линия. Тази роднинска група имала свое име и била екзогамна. Жилището на водача на селото представлявала голяма дървена постройка, изградена около централен стълб и покрита с тръстика, която служела и за мъжко общежитие. Тя била център на селския живот. Домовете на хората били същите, но по-малки от жилището на водача. В селото имало още отделна колиба за жените по време на месечния цикъл и една по-голяма постройка вкопана в земята използвана за церемониални цели.
Хората изработвали множество кошници с различно предназначение. Не произвеждали керамика. Основно облеклото им се състояло от животински кожи. Мъжете обикновено носели набедреник, а жените пола от декорирана еленова кожа.

## История
Номлаките живеели извън обсега на испанските мисии и затова нямат директен контакт с испанците до 1808 г., когато Габриел Морага преминава през територията на речните номлаки. През 1821 г. отец Блас Ордас прекосява окръзите Глен и Техама на път за крайбрежието. През 1832 – 1833 г. Юинг Юнг преминава през територията им. През 1833 г. епидемия от малария разразила се в долината на Сакраменто драстично съкращава населението им. Срещите им с белите зачестяват по време на Калифорнийската златна треска. След 1851 г. белите заселници започват постепенно да изземват земите им и племето е затворено в резервати. През 1854 г. е създаден резервата Номлаки (25 000 акра) между Елдър Крийк и Томс Крийк. След 1860 г. много номлаки се завръщат в земите си и започват да работят като наемни работници. Постепенно те създават редица населени места, наричани индиански ранчерии.